# Ciella
Ciella es una localidad del municipio burgalés de Valle de Mena, en la Comunidad Autónoma de Castilla y León (España). 
La iglesia está dedicada a san Cosme.

## Localidades limítrofes
Confina con las siguientes localidades:
- Al este con Lorcio.
- Al oeste con Santa Olaja.
- Al noroeste con Santa María del Llano de Tudela.

## Demografía
Evolución de la población
| Gráfica de evolución demográfica de Ciella entre 2000 y 2017       |
|                                                                    |
| Población de derecho (2000-2017) según el padrón municipal del INE |

## Historia
Así se describe a Ciella en el tomo VI del Diccionario geográfico-estadístico-histórico de España y sus posesiones de Ultramar, obra impulsada por Pascual Madoz a mediados del siglo XIX:

Lugar en la provincia, audiencia territorial y capitanía general de Burgos (21 leguas), partido judicial de Villarcayo (7), diócesis de Santander (15), ayuntamiento titulado del valle de Mena. Situado en terreno desigual entre dos elevadas alturas que le resguardan de los vientos; el clima aunque bastante frío es sano, y las enfermedades más comunes las producidas por el cambio de las estaciones. Tiene 17 casas, un torreón antiguo, una iglesia aneja de Arciniega, dedicada a San Cosme y San Damián y servida por un beneficiado que provee el patrono secular de Ciella, una ermita bajo la advocación de San Andrés que sirve de cementerio, y una fuente dentro del pueblo y 5 fuera, de cuyas buenas aguas se surte el vecindario. Confina el término N Santa María; E Lorcio y Angulo; S Santa Olaja, y O Santiago. En él se encuentran los barrios llamados la Revilla, la Quintana y Valpereda y los caseríos de la Torre y la Barquilla. El terreno es de mala calidad excepto para trigo; comprende un monte escasamente poblado que designan con diferentes nombres y rodea al pueblo por la parte del ES y O. Corren por la jurisdicción 3 arroyuelos que unidos forman el titulado de Ciella, sobre los cuales hay 4 pontones. Sus malísimos caminos dirigen a los pueblos inmediatos de Santa María, Lorcio, Angulo, Santa Olaja, Santiago y Arciniega, en cuyo último punto reciben la correspondencia los mismos interesados. Producciones: trigo, maíz, patatas y legumbres; ganado vacuno, yeguar, lanar y algo de cerda y mular; caza de muchas perdices, liebres y conejos, pesca de muy buena anguila y otros pececillos. Industria: la agrícola y un molino harinero. Población: 17 vecinos, 93 almas.
Diccionario geográfico-estadístico-histórico de España y sus posesiones de Ultramar